# Willy Messerschmitt
Pour les articles homonymes, voir Messerschmitt.

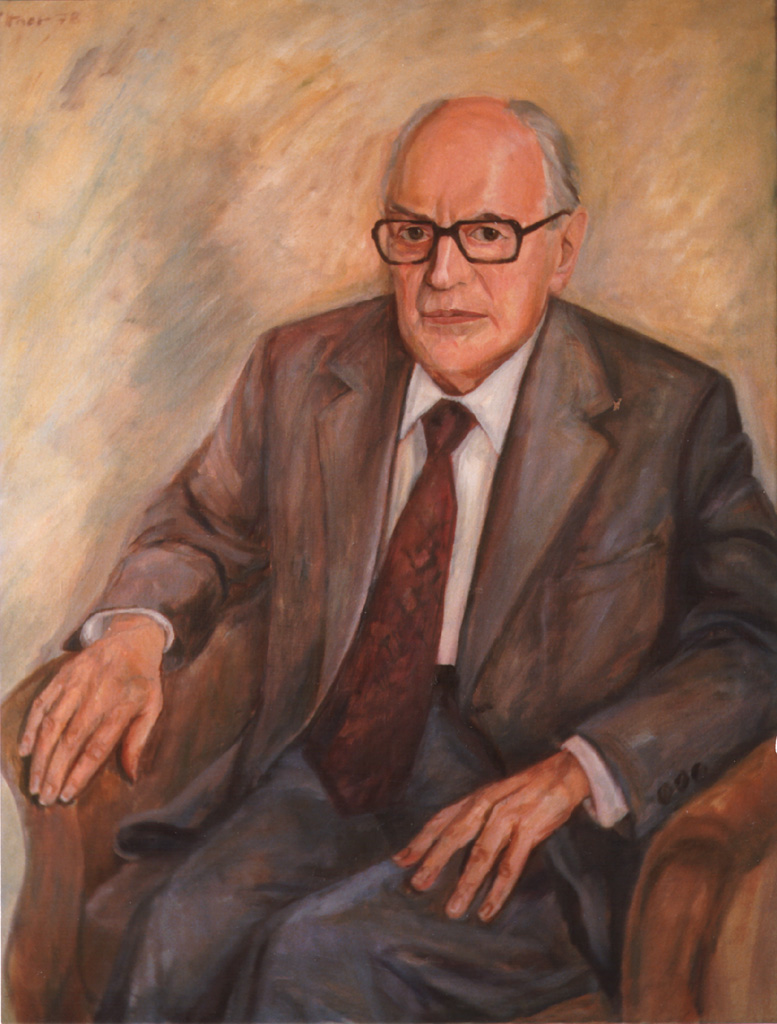
Willy Messerschmitt,
Portrait de Günter Rittner 1978

Wilhelm Emil Messerschmitt, né le 26 juin 1898 à Francfort-sur-le-Main et mort le 15 septembre 1978 à Munich, est un ingénieur allemand en aéronautique. Il fut le concepteur du Messerschmitt Bf 109, le principal chasseur allemand de la Luftwaffe durant la Seconde Guerre mondiale.

## Jeunesse
Passionné d'aviation, l'adolescent commence une formation informelle dès 1913 avec un spécialiste des planeurs, et pionnier du vol à voile, Friedrich Harth (1880-1936).
Durant la Première Guerre mondiale, Messerschmitt travaille tout seul sur le planeur S5 (S pour Segelflug, planeur), un avion que Harth n'avait pas eu le temps de finir à la suite de son incorporation. En 1917, le jeune Messerschmitt rejoint l'armée puis se remet à développer de nouveaux modèles. Il étudie à l'université technique de Munich mais poursuit sa collaboration avec Friedrich Harth.
En 1921, dans le massif de la Rhön, à la Compétition de vol à voile de la Rhön le 12 septembre, le S8 conçu par les deux hommes parvient à tenir 21 minutes et 27 secondes en vol, avec Harth aux commandes. Le lendemain Friedrich Harth réitère au-dessus de l'ancien volcan Heidelstein et atteint 21 minutes et 35 secondes, battant le record du monde de vol-à-voile. Mais l'atterrissage catastrophique blessera grièvement le pilote à vie. Messerschmitt développe alors, seul cette fois, un autre planeur, le S9, suivi d'autres prototypes qui connaîtront quelques déboires techniques.
Dans cette ambiance de découverte de la mécanique du vol, il sortira ingénieur diplômé de l'université technique de Munich en 1923.

## Les modèles de la BFW
À l'occasion de son premier vol en 1925, Messerschmitt s'écrase avec son M17 et séjourne quelque temps à l'hôpital. En mars 1926, Messerschmitt fonde la société Flugzeugbau Messerschmitt GmbH à Bamberg en partie financée par le gouvernement bavarois. Messerschmitt travaille alors sur le M18, un avion commercial entièrement en métal.
En juillet  1926, le Ministère des Transports Allemand et l'état de Bavière créent les Bayerischen FlugzeugWerke (BFW) pour reprendre l'activité des « Constructions aéronautiques Udet » (Ernst Udet). En fin 1927, le ministère des transports n'autorise pas la Bavière à subventionner deux constructeurs d'avions; Messerschmitt est convaincu de fusionner son entreprise au sein de la BFW. Il intègre alors la firme, située à Augsbourg, comme concepteur principal (chef du bureau d'études).
La Lufthansa achète 10 appareils de type M20 mais deux d'entre eux s'écrasent et la compagnie annule l'achat d'exemplaires supplémentaires. Les autres acheteurs sont sceptiques face aux nombreux problèmes rencontrés avec les avions de type M.
La BFW enregistre des pertes et fait faillite en 1931. Messerschmitt continue à travailler indépendamment. En 1933, la BFW est fondée à nouveau et Messerschmitt conçoit fin 1933 un avion de liaison très performant, le M-37, renommé en 1934 Bf 108.

## Succès du Bf 109
Encouragée par l'enthousiasme qu'a suscité le Bf 108, en particulier chez de nombreux officiers de la nouvelle Luftwaffe, l'équipe des Bayerischen décide de répondre au concours pour le nouveau chasseur publié au début 1934, demandant un chasseur monoplan rapide armé d'une paire de mitrailleuses de calibre 7,92 mm. L'avion doit pouvoir recevoir les nouveaux moteurs développés par Junkers et Daimler-Benz. En 1935, malgré l'opposition d'Erhard Milch, les Bayerische Flugzeugwerke sont enfin admise à participer à la compétition. Elle y répond avec un avion, le Bf 109A, dont le prototype, le Bf 109 V1 (V pour Versuchsflugzeug, prototype), vole dès septembre 1935. Cet avion est envoyé au centre d'essai de la Luftwaffe à Rechlin.
Au départ le prototype ne provoque pas l'enthousiasme des pilotes d'essai qui lui reprochent sa forte assiette au roulage et son train étroit et fragile qui rend l'avion dangereux, ainsi que sa forte charge alaire, son poste de pilotage très étroit et complètement fermé. Mais les essais avançant les pilotes changent rapidement d'avis, l'avion se révélant très rapide et agile une fois en l'air. Entre-temps, Arado et Focke-Wulf ont abandonné la compétition et seuls le Bf 109 et le Heinkel He 112 restent en course ; le premier étant considéré comme nettement supérieur, le ministère de l'Air du Reich (RLM) commande alors une présérie de 10 appareils de chaque type.
Messerschmitt entre pendant ce temps en conflit avec Erhard Milch, ancien directeur de la Deutschen Lufthansa, devenu entre-temps ministre du RLM, le tout puissant ministère de l'Air allemand. Milch n'arrive pas à oublier l'un des accidents de M-20 dans lequel un de ses amis perdit la vie. Milch refuse que le mandat du gouvernement soit confié à Messerschmitt. Milch avait également forcé la faillite de la BFW en 1931. Mais Messerschmitt a le bras long : il connaît Rudolf Hess ; il a travaillé avec Ernst Udet et Theo Croneiss (en), un ami proche d'Hermann Göring.
Le pouvoir de Milch diminue au profit de Ernst Udet, un as de la Première Guerre mondiale, fondateur de la BFW. Le Bf 109 est alors adopté par la Luftwaffe qui dispose ainsi du meilleur avion de chasse du moment. Durant la Seconde Guerre mondiale, le Bf 109 est amélioré pour contrer la suprématie grandissante du Spitfire britannique puis du P-51 américain.

## Autres projets pendant la guerre
Messerschmitt travaille aussi dès le début du conflit sur un avion à réaction, le Me 262. Le programme fut retardé par la lenteur de la mise au point des moteurs. L'avion vole avec un moteur à piston dès avril 1941 mais il faut attendre le mois de juillet 1942 pour le voir voler avec des réacteurs. La première unité expérimentale n'est formée que le 30 juin 1944 et la première unité opérationnelle en septembre. Ces retards empêchent l'avion à réaction de Messerschmitt d'avoir une importance décisive sur la suite du conflit.
L'ingénieur conçoit en parallèle un autre avion pour remplacer le Stuka : le Me 210 basé sur le Me 110 de 1934. Mais cet avion est un échec complet : les prototypes sont défectueux et s'écrasent souvent. Cet épisode nuit à la réputation de Messerschmitt jusqu'à la fin de la guerre puisqu'il est incapable de proposer un avion capable de contrer le De Havilland Mosquito des Britanniques.
Messerschmit est aussi à l'origine d'un énorme avion de transport, le Me 321 qui pouvait transporter plus de 130 hommes. La guerre est très prolifique en matière d'idées comme le projet du Me 264, un bombardier prévu pour bombarder les États-Unis ; la défaite allemande l'empêche toutefois de voir le jour. Un autre avion atypique, le Me 163 Komet est un intercepteur ultra rapide à moteur fusée conçu avec Lippisch.

## Après-guerre
Après la guerre, Messerschmitt est arrêté et jugé pour l'utilisation de travailleurs forcés et de prisonniers dans son entreprise. Celle-ci passe aux mains des Alliés, devenant Messerschmitt-Werke. Elle fusionnera en 1966 avec Flugzeug-Union-Süd (qui avait précédemment absorbé les anciennes usines Junkers et Heinkel) pour devenir en 1969 MBB.
Messerschmitt est emprisonné durant deux ans et à sa libération, il se lance dans les produits non reliés à l'aéronautique comme la voiturette biplace KR 175, l'Allemagne n'étant pas autorisée à concevoir ou construire des avions, hormis des planeurs.
(L'activité aéronautique ne reprendra vraiment en Allemagne qu'au moment de la remilitarisation en 1956 avec la fabrication sous licence du Noratlas).
Il reprend son activité de conception aéronautique en Espagne avec Hispano Aviacion : avion à hélice Hispano Aviacion HA-100 (en), le jet Hispano Aviacion HA-200 concurrent du Fouga Magister, et le jet à aile delta HA 300 (en). 
Avec Ludwig Bölkow et Heinkel il construit au sein de Entwicklungsring-Süd, également absorbée par MBB) le prototype d'avion à décollage vertical EWR VJ 101.
Il crée la fondation qui porte son nom (Messerschmitt-Stiftung). Il lègue sa fortune à la restauration des monuments historiques en Europe[réf. nécessaire].
En 1970, il prend sa retraite et meurt le 15 septembre 1978. Son épouse est décédée en 1972.